# Arena rock
Az arena rock a rock egy pontosan nem körülhatárolt stílusa, amelyre az anthem rock vagy a stadium rock megnevezést is használják. Stílusa közel áll a corporate rock és az AOR irányzatokhoz. Az arena rock többé-kevésbé kemény rock (hard rock gyökerek), melyből azonban hiányzik a heavy metalra jellemző ingerültség és őrjöngés. Lényege a himnuszszerű dalokban és a teátrális előadásmódban van. A hangszerelésre az egyszerű ritmusok, akusztikus és elektromos gitárok kölcsönös használata valamint a szintetizátorzene jellemző, az éneket tekintve pedig sokkal közelebb áll a pophoz mint a kemény rock vagy metal irányzatok többségéhez. Esetenként olyan előadókat is fémjelezhetnek a stílussal, akik már inkább a popzene kategóriába sorolhatók.

## Története
Az 1960-as években a Beatles és a Rolling Stones elsöprő népszerűsége nagyobb befogadóképességű létesítmények igénybevételét tette szükségessé. A Beatles 1965-ös New York-i fellépése a Shea Stadiumban sokak szerint az első arena rock-koncertnek tekinthető. Az 1970-es évekre a rocksztárrá válás alapfeltétele lett, hogy az előadó akár egy stadiont megtöltő tömeg előtt is képes legyen fellépni.
Habár sok együttes lépett fel sportarénákban a turnék során, az arena rock kifejezést általában azokra az 1970-es, 1980-as évekbeli hard rock együttesekre használták, akik a heavy metal és a könnyedebb, középkorúaknak szánt country rock közötti átmenetet képviselték. Olyan együttesek, mint a Boston, Foreigner, Journey, Kansas, Queen, REO Speedwagon, Styx, Scorpions, Survivor, és olyan előadók, mint Billy Joel, Rod Stewart , Joe Walsh és Peter Frampton emberek tömegeit vonzották rockzenéjükkel.
Jó példa a tudatos hatásosságra való törekvésre a Queen együttes We Will Rock You című dala, amelyet Brian May kifejezetten azon rajongók hatására írt, akik a koncertek során szinte túlénekelték az énekest: „Ez válaszreakció volt pályánk egyik szakaszára, amikor a hallgatóság kezdett nagyobb részévé válni a műsornak, mint mi magunk. Végigénekelték az összes dalt. Ezért Freddie és én úgy gondoltuk, érdekes kísérlet lenne kimondottan úgy írni a dalokat, hogy számítunk a közönség részvételére. Úgy gondoltam, egy egyszerű motívumot mindenki el tud énekelni, tapsolni vagy a lábával dobolni”.
Az MTV létrejötte és népszerűsödése sokukat hátrányosan érintette, de egyesek az 1980-as években is sikeresek maradtak. Olyan Glam metal együttesek, mint a Twisted Sister, Guns N’ Roses és Def Leppard, tulajdonképpen e stílus és hangzás továbbvivői. Néhány heavy metal formáció is be tudott törni ebbe a műfajba, melyek közül legismertebb a Metallica, mintegy bizonyítva: ahogy nő a népszerűség, úgy kell növelni a koncertek színhelyének befogadóképességét is.

## Arena rock előadók
- AC/DC
- Aerosmith
- Asia
- Billy Joel
- Black Sabbath
- Bon Jovi
- Boston
- Bruce Springsteen & E Street Band
- Deep Purple
- Eagles
- Fleetwood Mac
- Foreigner
- Guns N’ Roses
- Imagine Dragons
- Joe Lynn Turner
- Journey
- Judas Priest
- Kansas
- Kiss
- The Rolling Stones
- Toto
- Queen
- Rainbow
- Survivor
- Whitesnake